# 兎澤朋美
兎澤 朋美（とざわ ともみ、1999年1月14日 - ）は、日本の陸上競技選手。2020年東京パラリンピック日本代表。茨城県つくば市出身で、現在は富士通株式会社に所属している。出身高校は常総学院高等学校で、出身大学は日本体育大学。

## 人物
趣味は買い物。好きな食べ物はトマトと寿司で、嫌いな食べ物は脂っこいものとパクチー。
座右の銘は「アグレッシブ」。

## 経歴
1999年1月14日生まれ。茨城県つくば市出身。小学5年生の夏に骨肉腫を発症したことにより、年明けに左脚の太ももから下を切断する。その後、中学2年生の時に陸上競技などを始める。高校では理系を選択しており、将来は建築の分野に進もうと考えていたが、高校3年生の夏に、リオ大会でパラリンピックのアスリートが活躍している姿を見て感銘を受け、陸上の道に真剣に進みたいと考える。競技用の義足にかかる費用から一度は道をあきらめるが、日本体育大学にパラアスリート育成のための給付型奨学金制度である「日本財団パラアスリート奨学制度」が設置されたこと、パラアスリートブロックで専門的な指導を受けられることを知り2017年に入学。2020年東京パラリンピックに向けて本格的に活動を開始する。
その後、インドネシア2018アジアパラ競技大会のT63女子走り幅跳びで3位、翌年に行われたドバイ2019世界パラ陸上競技選手権大会では、T63女子100mでアジア新記録、T63女子走り幅跳びで銅メダルを獲得。目標としていた東京2020パラリンピックの日本代表選手に内定した
。
2021年の4月からは富士通に所属し活動している。

## 主な成績
2018年
- インドネシア2018アジアパラ競技大会 女子100m3位、女子走り幅跳び3位[3][4]

2019年
- ドバイ2019世界パラ陸上競技選手権大会 女子100m 6位、女子走り幅跳び3位[1][3][4]

2020年
- 第31回日本パラ陸上上競技選手権 女子100m1位、女子走り幅跳び1位[1]

2021年
- 第32回日本パラ陸上競技選手権 女子100m1位、女子走り幅跳び1位[1][3]
- 第119回日本体育大学陸上競技大会 女子100m1位 ※アジア新記録[3]
- 2020年東京パラリンピック 女子100m8位、女子走り幅跳び4位[3]